# Arthur Philemon Coleman
Pour les articles homonymes, voir Coleman.

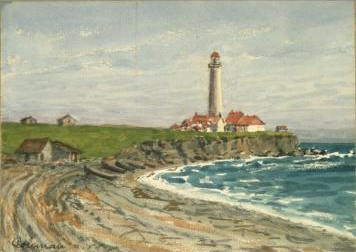
Cap-des-Rosiers, Gaspésie

Arthur Philemon Coleman (4 avril 1852 - 26 février 1939) est un géologue canadien. Il est l'auteur de la découverte de la glaciation huronienne, période glaciaire majeure qui a lieu il y a plus de 2 milliards d'années.